# 浅野幸弘
浅野幸弘（あさの ゆきひろ、1947年- ）は、日本の経済学者、横浜国立大学名誉教授。

## 略歴
愛知県生まれ。1969年東京大学経済学部卒業、日本生命保険入社。その後、住友信託銀行を経て、2000年横浜国立大学経営学部教授。2012年定年退官、名誉教授。大阪証券取引所清算業務委員会委員長、小規模企業共済資産運用委員会座長、岡三証券グループ社外監査役などを務める。 

## 著書
- 『先物・オプションの活用戦略 派生証券とポートフォリオ・インシュアランスの理論と応用』東洋経済新報社 1989
- 『検証日本の株価形成 先物の影響とファンダメンタルズ』東洋経済新報社 1994
- 『投資家から見た株式市場 バブルの構造と市場再生の条件 中公新書 1996

### 共編著・監修
- 『企業年金ビッグバン グローバル・スタンダードからみた課題と改革』金子能宏共編著 東洋経済新報社 1998
- 『日本型金融制度改革 ポスト・ビッグバンの金融システム』吉野直行,川北英隆共編 有斐閣選書 1999
- 『資産運用の理論と実際』(現代ファイナンス講座)宮脇卓共著 中央経済社 1999
- 『確定拠出年金の資産運用』監修, 住友信託銀行年金研究センター著 中央経済社 2001
- 『投資家の予想形成と相場動向 QSSサーベイデータによる分析』若杉敬明,太田八十雄共編著 日経BP企画 2001
- 『資産運用の最先端理論』笹井均共編 日本経済新聞社 2002
- 『キャッシュバランスのすべて 最新企業年金戦略』山口修共編 日本経済新聞社 2002
- 『企業年金の資産運用 アセット・アロケーションからマネージャー・ストラクチャーまで』藤林宏,矢野学共著 中央経済社 2003
- 『年金とファイナンス』(応用ファイナンス講座)岩本純一,矢野学共著 朝倉書店 2006
- 『アクティブ運用とマネジャー評価』監修, 格付投資情報センター年金事業部編著 格付投資情報センター 2007
- 『新・証券投資論 2』日本証券アナリスト協会編 榊原茂樹共監修 日本経済新聞出版社 2009
- 『長生きリスクと年金運用』住友信託銀行年金研究センター共編 日本経済新聞出版社 2012

### 翻訳
- スティーブン・ショーンフェルド編『アクティブ・インデックス投資 インデックス運用の最先端』監訳, 住友信託銀行パッシブ・クオンツ運用部訳 東洋経済新報社 2006

## 論文
- <浅野幸弘